# The Vigilante
The Vigilante je americký akční filmový seriál z roku 1947 režiséra Wallace Foxe, vyrobený studiem Columbia Pictures. Jedná se o adaptaci stejnojmenného komiksu vydavatelství DC Comics. Černobílý filmový seriál, který byl rozdělen do patnácti částí, měl premiéru 22. května 1947, v titulní roli se představil Ralph Byrd.

## Příběh
The Vigilante, maskovaný vládní agent, je přidělen na vyšetřování případu „100 krvavých slz“, prokletého řetízku vzácných perel krvavě rudého zbarvení, který by mohl být propašován do země, neboť o něj usiluje i gang vedený neznámým X-1.

## Obsazení
- Ralph Byrd jako Greg Sanders / The Vigilante
- Ramsay Ames jako Betty Winslowová
- Lyle Talbot jako George Pierce
- George Offerman Jr. jako Stuff
- Robert Barron jako princ Hamil
- Hugh Prosser jako kapitán Reilly
- Jack Ingram jako Silver / X-2
- Eddie Parker jako Doc / X-3
- Tiny Brauer jako Thorne / X-9